# Hugo Kinne

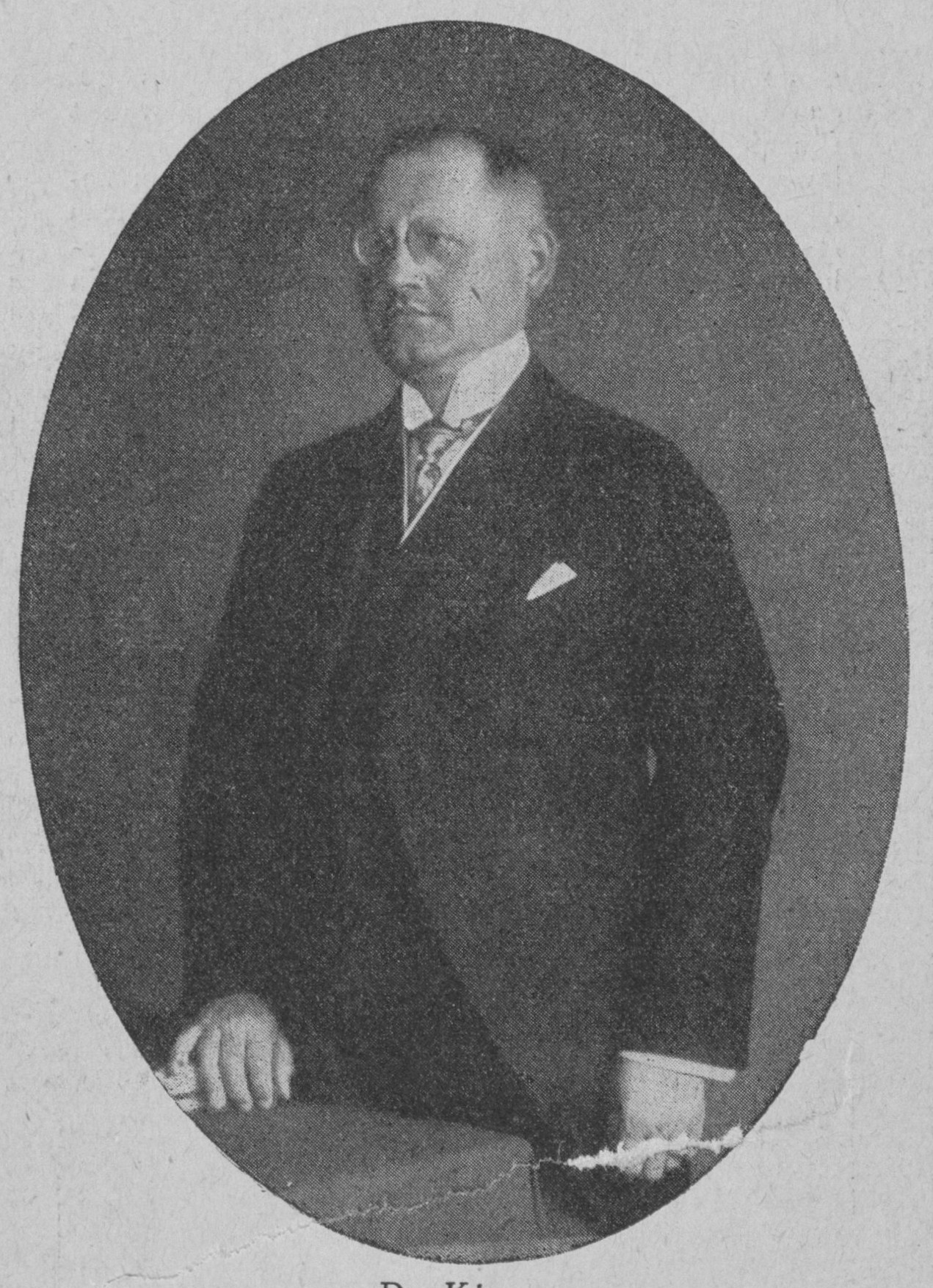
Hugo Kinne, um 1928

Hugo Kinne (* 30. Juli 1882 in Genthin; † 15. November 1948 in Magdeburg; vollständiger Name: Gustav Adolf Hugo Max Kinne) war ein deutscher Jurist und Rechtsanwalt sowie Oberbürgermeister der Stadt Frankfurt (Oder) (1925–1933).

## Leben
Nach dem Schulbesuch studierte Kinne Staats- und Rechtswissenschaften. Nach Beendigung des Studiums und der Promotion arbeitete er in Berlin-Schöneberg und Halle, bis er 1919 zum Bürgermeister von Frankfurt (Oder) gewählt wurde. Am 7. Oktober 1925 wurde er zum Oberbürgermeister der Stadt gewählt. Während seiner Amtszeit wurde unter anderem die Hindenburgschule (1925–1927) sowie das Ostmarkstadion gebaut. Weiterhin wurden die Höhere Technische Lehranstalt für Hoch- und Tiefbau (eröffnet 1931) sowie eine Mädchen- und Berufsschule (eröffnet 1932) errichtet.
Kinne trat noch während seiner Amtszeit als Bürgermeister zum 1. Mai 1933 mitsamt dem Magistrat der Stadt (mit Ausnahme eines DNVP-Mitglieds und der ohnehin nicht bestätigten SPD-Mitglieder) in die NSDAP ein (Mitgliedsnummer 2.508.219).
Im Oktober 1933 wurde er beurlaubt und zum 1. Juni 1934 in den Ruhestand versetzt. Kinne arbeitete die nächsten Jahre als Rechtsanwalt und Notar in Genthin.

## Schriften
- Die Autonomie der preußischen Städte nach den Städteordnungen. Heymann, Berlin 1908 (Halle, Univ., Diss., 1908).
- Zerrissenes Land. Wirtschafts- und Kulturbund für das Grenzkreisgebiet, Frankfurt a. d. Oder 1927.
- Wohnungbau und Wohnungsnot in Frankfurt Oder. Köhler, Frankfurt / Oder 1929 (Schriften zur Statistik der Stadt Frankfurt (Oder); 2).